# アラビア語ジュバラ方言

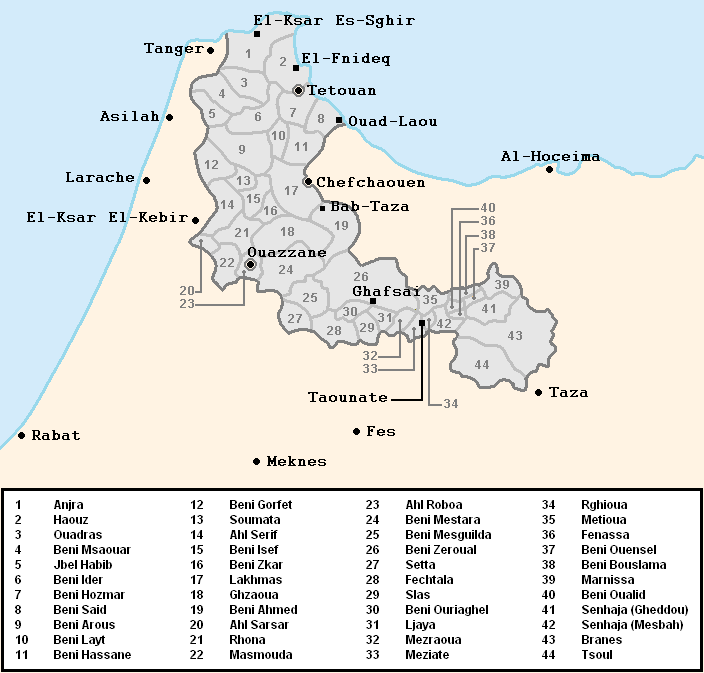
モロッコ北部のジュバラ地方

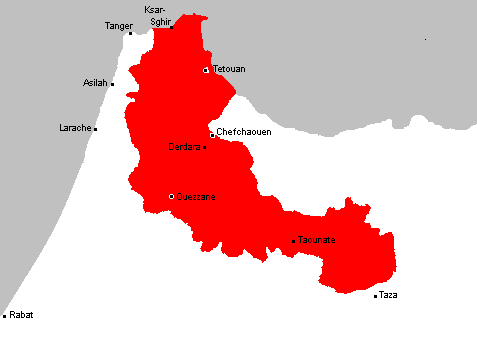
モロッコ北部のジュバラ方言の分布

アラビア語ジュバラ方言はアラビア語の口語（アーンミーヤ）のひとつで、モロッコ北部の山岳地帯のジュバラ人により話されている。ジェブリ、ジェブリアともいう。ジュバラとはアラビア語で山の住人という意味である。ベルベル語の影響を強く受け、文法面では著しい。ただし、40%の単語はアラビア語由来である。意思疎通ができる程度のいくつかの下位方言が存在する。また、会話の速さがとても速く、よく略語を用いる。また、ジュバラ方言は先ヒラル方言の生き残りであり、先ヒラル方言とはアラビア半島の遊牧民ベドウィンの部族バヌーヒラルがくる以前の方言である。

## ジュバラ方言の単語例
| ジュバラ方言       | 意味         | ほかの言語における同様の単語 |
| ------------------ | ------------ | ---------------------------- |
| Trabzoz            | 青いジーンズ | Trowsers (英語)              |
| Acellas            | 闇           | Acellas (ベルベル語)         |
| Carretera          | 車道         | Carretera (スペイン語)       |
| Ntina              | あなた       |                              |
| Ayel (3aiel), Tfol | 少年         |                              |
| Stitou             | 小さい       |                              |
| Hami (7ami)        | 暖かい       |                              |
| Kayela (9aila)     | 太陽         |                              |
| Jrou               | 犬           | جرو (アラビア語)             |
| Yemma              | お母さん     | (ベルベル語)                 |